# Duncan Lacroix
Pour les articles homonymes, voir Lacroix.
Duncan Lacroix, né le 28 décembre 1969 à Welling en Angleterre, est un acteur britannique et irlandais. 
Il est surtout connu pour son rôle de Murtagh Fitzgibbons Fraser dans la série américaine Outlander de 2014 à 2020.

## Biographie
Duncan Lacroix né à Welling dans le Kent en Angleterre. Il est très discret par rapport à sa vie privée et sa famille.  
Passionné par le théâtre, il a obtenu à Londres un Bachelor en Drama et Théâtre à la Roehampton Institute, situé à London. Pendant son Master en Théâtre et Art Dramatique de l’Université de Galway (NUI) en Irlande, il tombe amoureux de ce pays. Il passera 14 ans de sa vie entre Galway et Dublin où il travaillera au sein de nombreuses représentations théâtrales.
Sa carrière dans le cinéma a commencé avec un petit rôle dans la série Nick Cutter et les Portes du temps où il interprète Neil. Après avoir interprété d’autre rôle dans Reign : Le Destin d'une reine et Game of Thrones, il obtient ensuite en 2014 un rôle dans Outlander.

## Filmographie

### Cinéma
- 2006 : The Ghost of Duffy’s Cut de Ruán Magan
- 2013 : A Terrible Beauty de Keith Farrell : Sergent Charlie Faulkner
- 2018 : Outlaw King : Le Roi hors-la-loi de David Mackenzie : Lord Henry Percy

### Télévision
- 2010 : Nick Cutter et les Portes du temps : Neil (saison 4, épisode 5)
- 2012 : Game of Thrones : un soldat de la maison Karstark (saison 2, épisode 7)
- 2013 : Reign : Le Destin d'une reine : un Soldat (saison 1, épisode 3)
- 2014 : Vikings : Ealdorman Werferth (saison 2, épisode 3 et 4)
- 2014 - 2020 : Outlander : Murtagh Fitzgibbons Fraser (saison 1 à 5 )

### Théâtre
| Année | Titre                            | Rôle               | Théâtre                                | Notes |
| ----- | -------------------------------- | ------------------ | -------------------------------------- | ----- |
|       | Twelfth Night                    | Malvolio           | AC Productions, Dublin                 |       |
| 2011  | The Merry Wives of Windsor       | Hugh Evans         | Du Players Theatre TCD, Dublin         |       |
| 2012  | Pinter x 4                       | Lionel             | The Pearse Centre, Dublin              |       |
| 2012  | Last Shot Redemption             | Gadriel            | Galway Arts Festival, Galway           |       |
| 2012  | Agamemnon                        | Chorus / Elder     | Project Cube, Dublin                   |       |
| 2012  | The Master Builder               | Dr Herdal          | The New Theatre, Dublin                |       |
| 2013  | Knives in Hens                   | Pony William       | TAG Theatre Company, Glasgow           |       |
|       | The Applicant                    | Management         | The Pearse Centre, Dublin              |       |
|       | Macbeth                          | Management         | Irish Tour, Dublin                     |       |
|       | Love Song                        | Ensemble performer | Irish Tour, Dublin                     |       |
|       | The Morning After Optimism       | James              | Black Box Galway / Mephisto TC, Galway |       |
|       | The Ones Who Kill Shooting Stars | Max Schimmelfenig  | Irish Tour, Dublin                     |       |
|       | The Dumb Waiter                  | Ben                | Town Hall Galway, Galway               |       |